# Teschi sulle stelle
Teschi sulle stelle è un racconto breve scritto da R. E. Howard appartenente al ciclo di Solomon Kane.

## Storia editoriale
Il racconto è stato pubblicato sulla rivista Weird Tales nel gennaio 1929, dopo essere stato proposto senza esito positivo alla rivista Argosy-Allstory, per il quale Howard è stato pagato trenta dollari.
In Italia è stato pubblicato per la prima volta nel marzo 1978 all'interno della raccolta intitolata Il meglio di Weird Tales della collana I Grandi della Fantascienza edita dalla Editrice Il Picchio.
Una nuova traduzione basata sui testi originali privi di interventi editoriali è stata proposta all'interno del libro Solomon Kane. La saga completa edito da Il Palindromo nell'ottobre 2024.

## Esergo
Beneath the curse of Cain,
With crimson clouds before their eyes
And flames about their brain:
For blood has left upon their souls
Its everlasting stain.»
è il marchio di Caino a renderli erranti,
hanno lo sguardo velato da una rossa bruma,
mentre una fiamma la loro mente consuma,
poichè su quelle anime il sangue ha lasciato
lo sfregio imperituro del peccato»
I versi sono tratti dal poema The Dream of Eugene Aram del 1831 scritto da Thomas Hood in cui sono trattati il rimorso e il senso di colpa degli assassini pentiti.

## Trama
Solomon Kane è in viaggio verso Torkertown. Lasciato un villaggio poco prima del tramonto viene raggiunto da un ragazzo del posto che lo avvisa di non procedere per la strada che porta alla brughiera dell'altopiano, ma di passare per la strada delle paludi. Kane gli domanda perché considerato il rischio di incappare nelle sabbie mobili. Il ragazzo gli racconta che da circa un anno le persone muoiono atrocemente quando passano per la brughiera di notte e non a causa di briganti, ma di qualcosa di peggio. Il ragazzo lo implora di tornare indietro e di passare per le paludi con la luce del giorno, ma il puritano non si lascia convincere: l'idea di affrontare un ignoto pericolo brucia il suo desiderio di avventura, seppure lo neghi a se stesso, vedendo l'opportunità di combattere una minaccia maligna.
Kane così procede verso la brughiera e vi giunge quando ormai si è fatta notte e la luna illumina il suo cammino. Ad un certo punto inizia a sentire un eco lontana che man mano si fa più vicina, una risata agghiacciante a cui fanno seguito urla e passi di qualcuno in fuga. Kane avanza, armi in pugno, sente lo sconosciuto lottare e riprendere a scappare. Ad un certo punto sbuca da un cespuglio un uomo ricoperto di sangue e mutilazioni che cade morente ai piedi del puritano. Una creatura fumosa e indefinita con artigli affilati e occhi fiammeggianti si manifesta davanti al puritano che prima gli scarica addosso le sue pistole per poi estrarre il suo stocco, ma tutto è inutile contro di esso. La creatura gli provoca ferite concrete mentre i suoi colpi non sortiscono effetto; eppure Solomon Kane non cede, non demorde, vuole combattere fino alla fine dando prova di sè a rischio della propria vita. Il suo coraggio estremo, inconsapevolmente, permette infine a Kane di riuscire a colpire la creatura, allo stesso modo dell'odio di quest'ultima che permette ai suoi artigli immateriali di ferirlo. 
Kane mette in fuga la creatura riuscendo infine ad agguantarla e, avvicinatosi ad essa, a sentire i suoi bisbigli, i suoi sussurri orribili e a scoprire la verità: egli è il fantasma di un uomo malato di mente chiamato Gideon che in vita viveva con il cugino Ezra in una capanna nella palude ed era vittima delle angherie di quest'ultimo fino al giorno in cui lui non lo uccise e nascose il suo cadavere in una quercia marcescente nella brughiera per evitare che il suo fantasma lo potesse raggiungere. Lo spettro non sapendo come rintracciare il suo assassino e mosso da un odio profondo decise di riversarlo su chiunque attraversasse la brughiera, uccidendo indiscriminatamente. 
Conoscendo questi avvenimenti, il giorno dopo Kane guida la gente del villaggio fino alla decadente capanna di Ezra l'Avaro per porre fine alla mattanza. Esposta la verità di fronte all'uomo e agli abitanti, fa portare Ezra alla quercia marcia e rivela lo scheletro di Gideon lì nascosto. Ezra viene quindi legato all'albero, ma Kane ordina che le corde siano allentate in modo che possa liberarsi in poco tempo e poter affrontare la sua fine da uomo libero. Durante il viaggio di ritorno al villaggio il puritano, nonostante le parole di conforto di uno dei contadini, non sente che quello che sta per accadere, seppure necessario, sia considerabile un atto giusto. Giunta la notte gli uomini in marcia, sentendo una strana eco, si voltano e in lontananza vedono delle ombre che si inseguono stagliandosi contro la luna che sorge, sentendo infine una orribile risata.

## Critica
Andrea Gualchierotti afferma che il racconto sia come una sorta di manifesto di Solomon Kane poiché se "al lettore non fosse dato accostarsi ad altri suoi racconti, già solo da questa singola storia potrebbe infatti estrapolare tutti gli elementi caratteristici del personaggio". Definisce la storia macabra e densa di tensione in cui il lettore può cogliere il carattere, la determinazione del personaggio senza sapere quali siano le sue origini e cosa lo ha reso tale. Il suo coraggio, la fedeltà a sè stesso e alla sua missione indipendentemente dal risultato finale dei suoi scontri con il Male sono elementi che rendono il racconto "paradigmatico". Un altro aspetto importante è la presenza della contraddittorietà di Solomon Kane: nonostante l'appartenenza alla rigorosa fede puritana, Kane dopo aver lasciato Ezra al suo destino afferma "Forse Dio ha un posto per tali anime, ove un olocausto di fiamme potrà purificarle dalle loro sozzure" riferendosi in altre parole al Purgatorio cattolico.

## Fumetti
Nell'adattamento edito dalla Marvel Comics Kane viene raffigurato biondo per volere di Roy Thomas con il fine di differenziare maggiormente il personaggio da Conan e Kull. Quello realizzato dalla Dark Horse Comics, che narra gli eventi in modo differente, è presentato come il primo capitolo di una miniserie che include anche l'adattamento di Ombre rosse il quale dà il titolo all'opera.
| Data        | Edizione inglese                                | TItolo              | Titolo italiano      | Sceneggiatura | Disegni       | Colori        | Copertina                       | Prima edizione italiana                   | Data italiana |
| ----------- | ----------------------------------------------- | ------------------- | -------------------- | ------------- | ------------- | ------------- | ------------------------------- | ----------------------------------------- | ------------- |
| Agosto 1973 | Monsters Unleashed 1 (Marvel Comics)            | Skulls In the Stars | Teschi fra le Stelle | Roy Thomas    | Ralph Reese   | Bianco e nero | Gray Morrow                     | Corriere della Paura 2 (Editoriale Corno) | Luglio 1974   |
| Aprile 2011 | Solomon Kane: Red Shadows 1 (Dark Horse Comics) | Skulls In the Stars | n/a                  | Bruce Jones   | Rahsan Ekedal | Dan Jackson   | Guy Davis (colori Dave Stewart) | Inedito                                   | n/a           |

## Edizioni
- Skulls in the Stars, in Weird Tales Vol. 13 n. 1, Popular Fiction Publishing Company, gennaio 1929.
- Teschi sulle stelle, traduzione di Alda Carrer, ne Il meglio di Weird Tales, I Grandi della Fantascienza suppl. SDU 10, Editrice Il Picchio, marzo 1978.